# KNMV-KNAC Patrouille
De KNMV-KNAC Patrouille was de voorloper van de ANWB Wegenwacht, in 1923 opgestart door de Koninklijke Nederlandse Motorrijders Vereniging en de Koninklijke Nederlandsche Automobiel Club (KNAC). 
De KNMV-KNAC Patrouille bestond uit zegge en schrijve één 6 pk sterke (Nederlandse) Simplex-zijspancombinatie.